# Iván Raña
Iván Raña Fuentes (* 10. Juni 1979 in Ordes) ist ein ehemaliger spanischer Triathlet, dreifacher Olympiastarter (2000, 2004 und 2008), Aquathlon-Weltmeister (2001), zweifacher Triathlon-Europameister (2002, 2003), Triathlon-Weltmeister (2002) und Ironman-Sieger (2012, 2014). Er wird in der Bestenliste spanischer Triathleten auf der Ironman-Distanz geführt.

## Werdegang
Iván Raña wuchs mit seinen vier Geschwistern in der spanischen Provinz A Coruña im äußersten Nordwesten Spaniens auf und er fand im Alter von 15 Jahren den Weg zum Triathlon.

### Olympischen Sommerspiele 2000
Im September 2000 startete der damals 21-Jährige in Sydney bei den Olympischen Spielen im Triathlon, wo er den fünften Rang belegte. 2001 wurde Iván Raña Aquathlon-Weltmeister und 2002 Weltmeister auf der Triathlon-Kurzdistanz. 2002 wurde er auch Triathlon-Europameister und konnte diesen Titel 2003 erfolgreich verteidigen.

### Olympischen Sommerspiele 2004
2004 erreichte er bei den Olympischen Spielen in Griechenland den 23. Rang.

### Olympischen Sommerspiele 2008
2008 startete er in Peking zum dritten Mal bei den Olympischen Spielen, wo er wie schon im Jahr 2000 erneut den fünften Rang belegte. Im Jahr 2009 startete er im Team Xacobeo Galicia als Radprofi. Im November 2012 gewann er die Erstaustragung des Ironman 70.3 Lanzarote.

### Langdistanz-Triathlon seit 2012
Im November 2012 startete er beim Ironman Mexico das erste Mal auf der Triathlon-Langdistanz (Ironman: 3,86 km Schwimmen, 180,2 km Radfahren und 42,195 km Laufen) und konnte das Rennen gewinnen.
Im Juli 2013 qualifizierte er sich mit seinem zweiten Rang in Zürich für einen Startplatz beim Ironman Hawaii, wo er im Oktober Sechster wurde. In Klagenfurt holte er sich im Juni 2014 mit der drittschnellsten je auf der Langdistanz erzielten Zeit seinen zweiten Sieg bei einem Ironman-Rennen.
Im Oktober 2016 wurde er Neunter auf Hawaii bei den Ironman World Championships.
2018 wurde er Zweiter im Ironman Lanzarote und im November Dritter im Ironman Mexico.
Seit 2019 wurde er trainiert von Luc van Lierde. 2021 erklärte Iván Raña seine aktive Zeit als beendet.

## Sportliche Erfolge
| Datum/Jahr    | Platz | Wettbewerb                            | Austragungsort | Zeit        | Bemerkung |
| ------------- | ----- | ------------------------------------- | -------------- | ----------- | --- |
| 7. Nov. 2020  | DNF   | ITU Triathlon World Cup               | Valencia       | –           | |
| 30. Juli 2016 | 7     | Ironman 70.3 Budapest                 | Budapest       | 03:46:04    | |
| 5. Apr. 2015  | 5     | Ironman 70.3 Palmas                   | Palmas         | 04:03:13    | |
| 9. Mai 2015   | 6     | Ironman 70.3 Mallorca                 | Alcúdia        | 04:02:56    | |
| 10. Mai 2014  | 5     | Ironman 70.3 Mallorca                 | Alcudia        |             | |
| 10. Nov. 2012 | 1     | Ironman 70.3 Lanzarote                | Lanzarote      | 04:07:35    | |
| 21. Apr. 2012 | 16    | ETU Triathlon European Championships  | Eilat          | 01:58:15    | Europameisterschaft auf der olympischen Kurzdistanz                                                                |
| 19. Aug. 2008 | 5     | Olympische Sommerspiele 2008          | Peking         | 01:49:22,03 | [ 3 ] |
| 10. Mai 2008  | 18    | ETU Triathlon European Championships  | Lissabon       | 01:56:00    | |
| 2006          | 4     | ITU Triathlon World Championship Team | Cancún         | 00:58:54    | im Team mit Jose Tovar und Francisco Javier Gómez Noya (3 × 250 m Schwimmen, 6,67 km Radfahren und 1,67 km Laufen) |
| 26. Aug. 2004 | 23    | Olympische Sommerspiele 2004          | Athen          | 01:55:44,27 | |
| 2004          | 2     | ITU Triathlon World Championships     | Madeira        |             | |
| 6. Dez. 2003  | 2     | ITU Triathlon World Championships     | Queenstown     |             | |
| 21. Juni 2003 | 1     | ETU Triathlon European Championships  | Karlsbad       |             | Sieg und Europameister über die olympische Distanz (1,5 km Schwimmen, 40 km Radfahren und 10 km Laufen)            |
| 9. Nov. 2002  | 1     | ITU Triathlon World Championships     | Cancún         |             | Sieg und Triathlon-Weltmeister                                                                                     |
| 6. Juli 2002  | 1     | ETU Triathlon European Championships  | Győr           |             | Europameister auf der olympischen Distanz.                                                                         |
| 23. Juni 2001 | 2     | ETU Triathlon European Championships  | Karlsbad       |             | [ 5 ] |
| 16. Sep. 2000 | 5     | Olympische Sommerspiele 2000          | Sydney         | 01:49:10,88 | |

| Datum/Jahr    | Platz | Wettbewerb           | Austragungsort    | Zeit     | Bemerkung |
| ------------- | ----- | -------------------- | ----------------- | -------- | --- |
| 18. Nov. 2018 | 3     | Ironman Mexico       | Cozumel           | 08:12:18 | |
| 13. Okt. 2018 | 25    | Ironman Hawaii       | Hawaii            | 08:27:52 | |
| 26. Mai 2018  | 2     | Ironman Lanzarote    | Puerto del Carmen | 08:58:37 | |
| 26. Nov. 2017 | 3     | Ironman Mexico       | Cozumel           | 07:58:39 | Zweitschnellster nach der Schwimmdistanz                                                                                               |
| 14. Okt. 2017 | 11    | Ironman Hawaii       | Hawaii            | 08:24:53 | nach dem Schwimmen an 13. Stelle (48:41 min)                                                                                           |
| 2. Juli 2017  | 20    | Ironman Austria      | Klagenfurt        | 09:03:29 | [ 6 ] |
| 8. Okt. 2016  | 9     | Ironman Hawaii       | Hawaii            | 08:21:51 | |
| 10. Okt. 2015 | 14    | Ironman Hawaii       | Hawaii            | 08:34:27 | |
| 28. Juni 2015 | 3     | Ironman Austria      | Klagenfurt        | 08:08:25 | |
| 29. März 2015 | 2     | Ironman South Africa | Port Elizabeth    | 08:30:45 | |
| 11. Okt. 2014 | 17    | Ironman Hawaii       | Hawaii            | 08:38:59 | schnellste Laufzeit in 2:44:38 Stunden                                                                                                 |
| 29. Juni 2014 | 1     | Ironman Austria      | Klagenfurt        | 07:48:43 | Tagessieg, mit der drittschnellsten je bei einem Ironman-Rennen erzielten Zeit                                                         |
| 12. Okt. 2013 | 6     | Ironman Hawaii       | Hawaii            | 08:23:43 | zweitschnellste Marathonzeit des Tages in 2:47:54 Stunden                                                                              |
| 28. Juli 2013 | 2     | Ironman Switzerland  | Zürich            | 08:40:55 | |
| 25. Nov. 2012 | 1     | Ironman Mexico       | Cozumel           | 08:15:07 | Sieger beim ersten Start auf der Ironman-Distanz (3,86 km Schwimmen, 180,2 km Radfahren und 42,195 km Laufen) mit neuem Streckenrekord |

| Datum/Jahr    | Platz | Wettbewerb                           | Austragungsort | Zeit     | Bemerkung                                                                                       |
| ------------- | ----- | ------------------------------------ | -------------- | -------- | ----------------------------------------------------------------------------------------------- |
| 23. Okt. 2011 | 5     | Xterra Triathlon World Championships | Maui           | 02:29:31 | Weltmeisterschaft Cross-Triathlon (1,5 km Schwimmen, 29,5 km Mountainbike und 9,8 km Crosslauf) |

| Datum/Jahr | Rang | Wettbewerb                        | Austragungsort | Zeit | Bemerkung             |
| ---------- | ---- | --------------------------------- | -------------- | ---- | --------------------- |
| 2001       | 1    | ITU Aquathlon World Championships | Edmonton       |      | Aquathlon-Weltmeister |

(DNF – Did Not Finish)